# Capsicum chacoense
Capsicum chacoense Hunz. è una pianta della famiglia delle Solanacee, nativa del Sud America.
È una specie a 24 cromosomi, facente parte del clade Baccatum.